# 青山セントグレース大聖堂

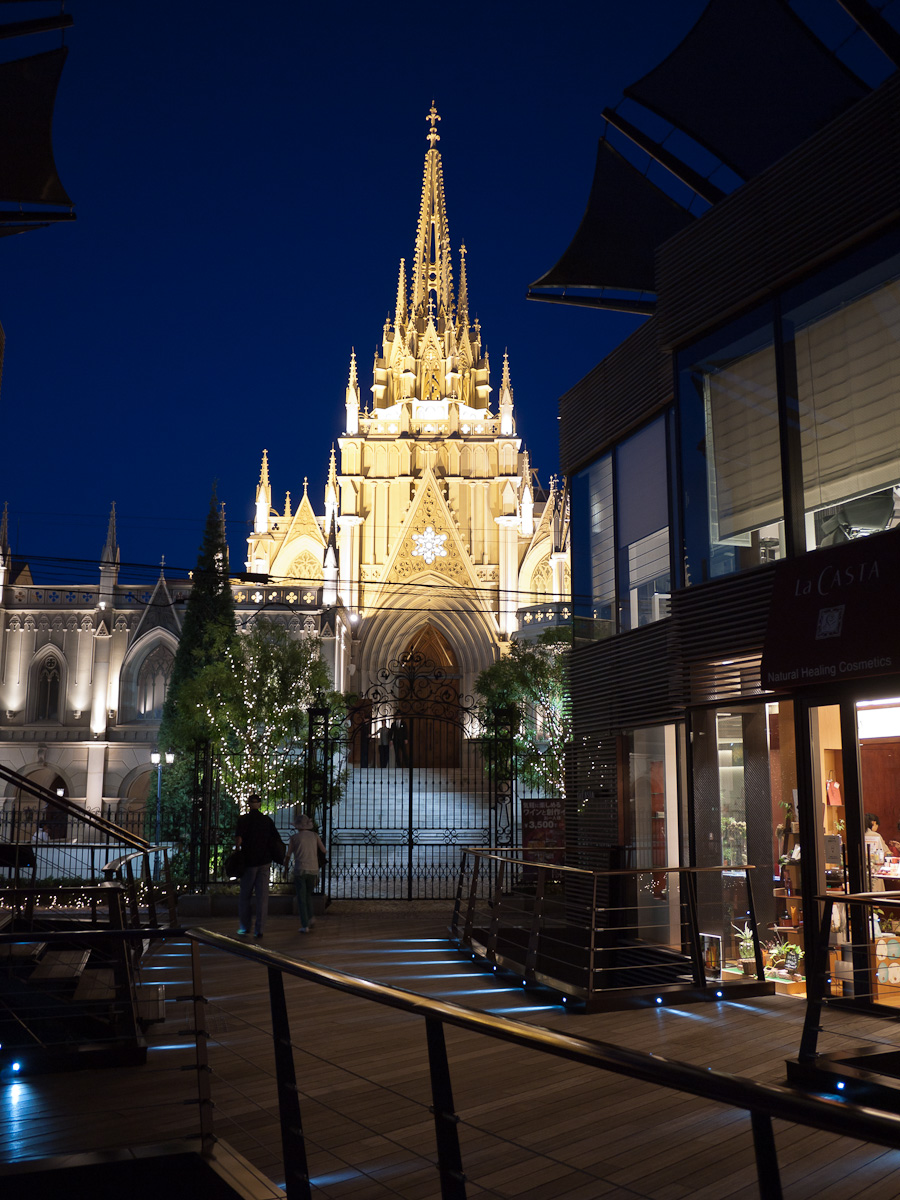
青山セントグレース大聖堂

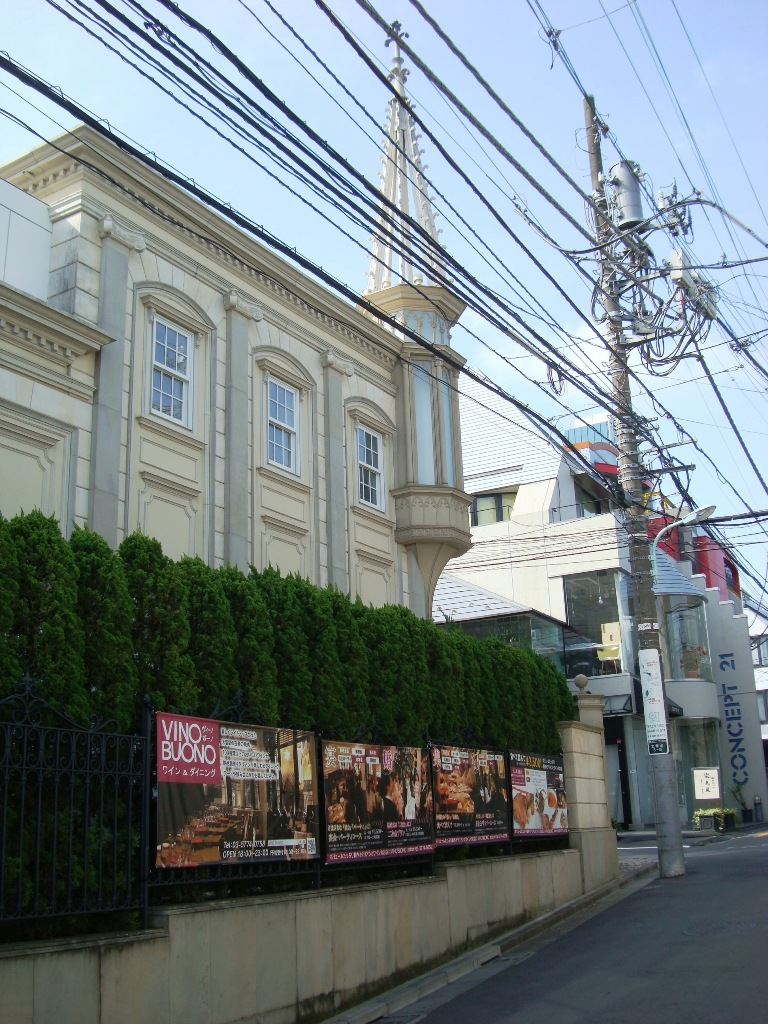
青山セントグレース大聖堂

青山セントグレース大聖堂（あおやまセントグレースだいせいどう, 英: Aoyama Saint Grace Cathedral）は、東京都港区北青山にある結婚式場である。大聖堂と名乗っているが、キリスト教の宗教施設ではなく、従ってなんらの宗教活動も行っておらず、結婚式・披露宴専用の疑似教会堂（いわゆるウェディングチャペル）である。

## 概要
株式会社ベストブライダル（東京都渋谷区、代表：塚田正由記こと塚田正之）が全国に展開し、「ゲストハウス」と呼称している式場のひとつとして2006年（平成18年）5月に開業した。所在地は表通り（表参道、および国道246号（青山通り））から外れた住宅商業地のなかであるがヨーロッパの大聖堂を模した建築を特徴としており、高さ28mの尖塔を備えている。
ベストブライダル社が展開して同じく「セントグレース（St. Grace）」の名を冠する結婚式場としては他に、2009年（平成21年）3月に開業した「名古屋港 セントグレース大聖堂」（愛知県名古屋市港区）が存在した（現在は閉店）。